# Elaphoglossum cremersii
Elaphoglossum cremersii är en träjonväxtart som beskrevs av John T. Mickel. Elaphoglossum cremersii ingår i släktet Elaphoglossum och familjen Dryopteridaceae. Inga underarter finns listade.